# Manglares del golfo de Fonseca
Los manglares del golfo de Fonseca forman una ecorregión que pertenece al bioma de los manglares, según la definición del Fondo Mundial para la Naturaleza. Se extiende en el golfo de Fonseca, compartido por El Salvador, Honduras, y Nicaragua, y cubre una área de 1554 km². Entre las especies de plantas comunes se incluye Rhizophora mangle, Rhizophora racemosa, Avicennia bicolor, y Avicennia germinans. Los manglares forman un refugio importante para las aves acuáticas en la zona. La ecorregión está amenazada por la extracción de madera y la explotación comercial de moluscos y crustáceos.